# Kalmar revir
Kalmar revir var ett skogsförvaltningsområde som tillhörde Smålands överjägmästardistrikt och omfattade Handbörds, Stranda samt Norra och Södra Möre härad av Kalmar län. Reviret innehöll (1905) 95 allmänna skogar med en sammanlagd areal av 26 182 hektar, varav fem kronoparker om tillsammans 12 213 hektar. Reviret var uppdelat i fem bevakningstrakter.